# Штуббе, Ганс
Ганс (Ханс) Карл Оскар Штуббе ( Hans Karl Oskar Stubbe, 7 марта 1902, Берлин — 14 мая 1989, Цингст) — немецкий генетик.
Член ряда научных обществ, в том числе Академии наук ГДР (1951), Саксонской АН, Германской академии естествоиспытателей «Леопольдина», почетный президент Академии сельскохозяйственных наук ГДР, иностранный член-корреспондент ВАСХНИЛ (с 1957 г.), почётный член Румынской академии (1965), лауреат национальных премий ГДР (1949, 1960).

## Образование, карьера и научная деятельность
Высшее образование получил в Высшей сельскохозяйственной школе в Берлине и Гёттингенском университете (1922). По окончании университета работал в сельскохозяйственных и биологических научно-исследовательских институтах, в том числе, в Институте изучения наследственности (1927—1929), Институте селекции в Мюнхеберге (1929—1936), где он работал под руководством Эрвина Баура, Институте биологии Общества кайзера Вильгельма в Берлине (1936—1943), Институте исследования культурных растений Общества кайзера Вильгельма в Вене (1943—1945). С 1945 г. — сотрудник Института генетики университета Галле и почётный директор Института генетики и исследования культурных растений в Гатерслебене. В 1967 г. вышел на пенсию.
Основные работы в области генетики растений, эволюции растений, истории генетики. Докторская диссертация (1929) была посвящена мутациям львиного зева, вызванным рентгеновыми лучами. В конце 1940-х — 1960-х гг. развернул обширную программу экспериментальных исследований по опровержению положений «мичуринской агробиологии», которую развивали в СССР Т. Д. Лысенко и его сторонники. Данные, полученные Г. Штуббе и его сотрудниками, были использованы советскими генетиками, находившимися в оппозиции к Т. Д. Лысенко, в дискуссии по вопросу о концепции «вегетативной гибридизации». В годы работы в Берлине сблизился с Н. В. Тимофеевым-Ресовским, с которым был знаком ещё с 1929 г., и неоднократно предоставлял свидетельства, в том числе письменные, в ходе безуспешных попыток реабилитации Н. В. Тимофеева-Ресовского в 1960—1980-е гг.

## Основные работы
- Stubbe, Hans. Kurze Geschichte der Genetik bis zur Wiederentdeckung der Vererbungsregeln Gregor Mendels. 2. Auflage. Fischer Verlag, Jena 1965.